# Polanów Wąskotorowy
Polanów Wąskotorowy – nieistniejąca wąskotorowa stacja kolejowa w Polanowie, w powiecie koszalińskim, w województwie zachodniopomorskim, w Polsce.